# メリナ・メルクーリ
メリナ・メルクーリ（Μελίνα Μερκούρη , Melina Mercouri, 1920年10月18日 - 1994年3月6日）は、ギリシャ・アテネ出身の女優、政治家。夫は映画監督のジュールズ・ダッシン。

## 略歴
祖父は元アテネ市長のスピリドン・メルクーリス、父は内務大臣を務めたスタマティス・メルクーリスという政治家一族に生まれる。

## 政治家として
祖国ギリシャに軍事政権が誕生すると反政府運動に加わった。
その後1981年から1989年にかけて、全ギリシャ社会主義運動のアンドレアス・パパンドレウ内閣において文化大臣を務めた。
1997年には彼女に因んで、文化景観保護および保護活動の促進に貢献した施設・団体を表彰する「文化景観保護と管理に関するメリナ・メルクーリ国際賞」が設置された。2003年に古河総合公園が同賞を受賞している。

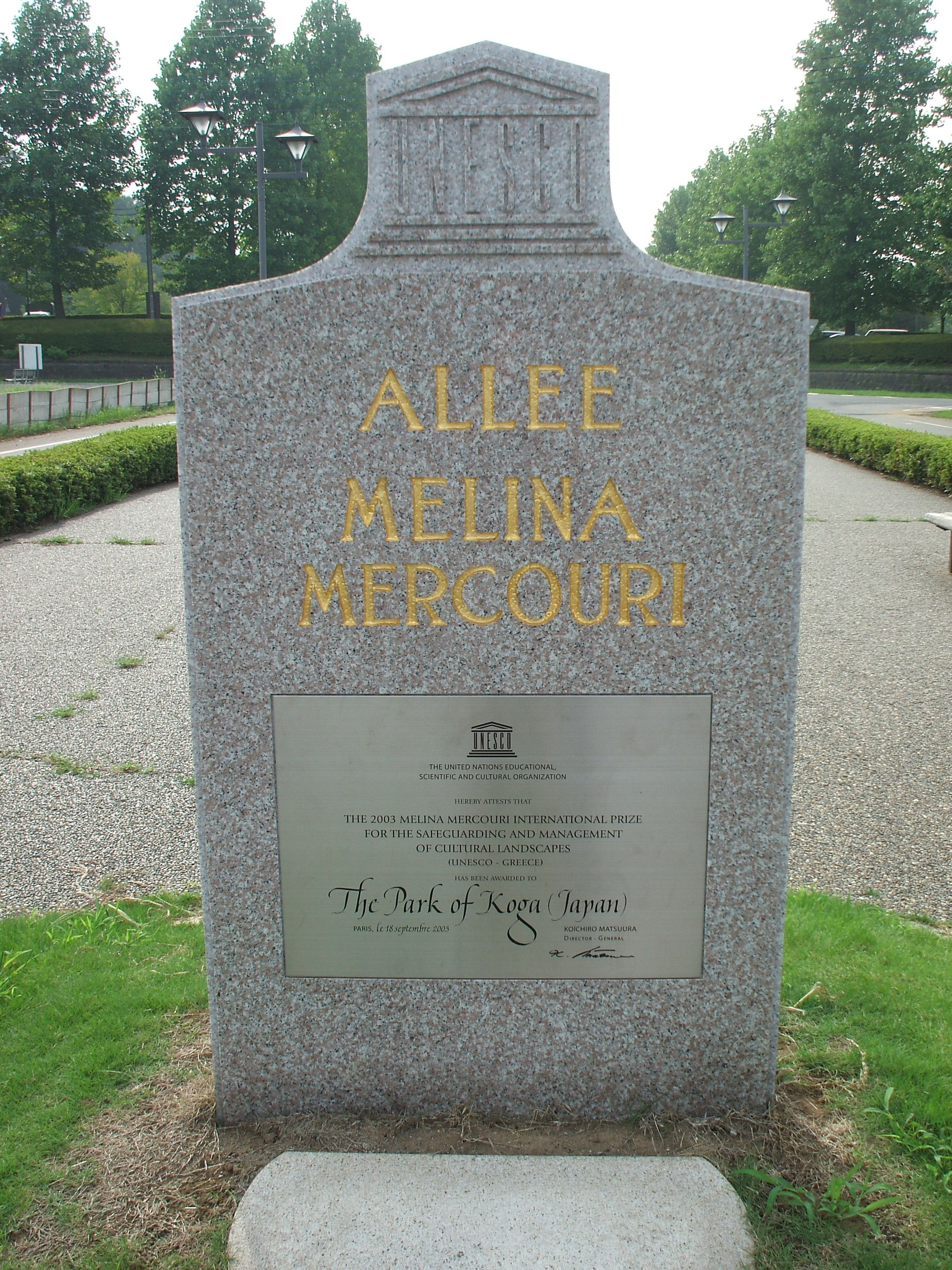
2003年にメリナ・メルクーリ国際賞を受賞した古河総合公園に設置されている受賞記念碑

## 主な出演作品
- 宿命 Celui qui doit mourir (1957) キネマ旬報ベストテン第2位
- 掟 La Legge (1958)
- 日曜はダメよ Never on Sunday (1960) ※カンヌ国際映画祭 女優賞受賞。アカデミー主題歌賞受賞、アカデミー主演女優賞ノミネート。
- 死んでもいい Phaedra (1962)
- 勝利者 The Victors (1963)
- トプカピ Topkapi (1964)
- 太陽が目にしみる Les Pianos Mecaniques（1965) 共演：岸惠子
- ダイヤモンド作戦 A Man Could Get Killed (1966)
- 夏の夜の10時30分 10:30 P.M. Summer (1966)
- いくたびか美しく燃え Jacqueline Susann's Once Is Not Enough (1975)
- 女の叫び A Dream of Passion (1978) キネマ旬報ベストテン第6位